# Manić
Manić (Servisch: Манић) is een plaats in de Servische gemeente Barajevo. De plaats telt 551 inwoners (2002).